# Aeropuerto Regional de Penticton
El Aeropuerto Regional de Penticton (del inglés: Penticton Regional Airport) (IATA: YYF, OACI: CYYF) está ubicado a 1,8 MN (3,3 km; 2,1 mi) al suroeste de Penticton, Columbia Británica, Canadá.
Este aeropuerto es clasificado por NAV CANADA como un puerto de entrada y es sercido por la Canada Border Services Agency. Los oficiales de la CBSA pueden atender aviones de hasta 30 pasajeros.

## Aerolíneas y destinos
- Air Canada Jazz
  - Vancouver / Aeropuerto Internacional de Vancouver